# Comitè De l'Antifaç
El Comitè de l'Antifaç és l'entitat responsable d'organitzar el Carnaval de Molins de Rei des de l'any 2019. Fundat el 2016, el comitè té com a objectiu revitalitzar aquesta festa tradicional, combinant elements històrics amb innovacions que aporten frescor i originalitat a la celebració.
La història del Comitè de l'Antifaç comença al cafè del Foment a Molins de Rei, un lloc que sempre havia estat un punt de trobada per a les famílies més adinerades del poble. En aquest ambient, un grup de sis persones va decidir fer alguna cosa per recuperar el Carnaval, que a Molins de Rei sempre havia estat una festa amb molta tradició, però que en els últims anys estava perdent força. Així va sorgir el Comitè, una iniciativa que volia recuperar l’essència de la festa popular, però amb un aire més modern.
El Comitè de l'Antifaç no només es dedica a organitzar una festa, sinó a crear una experiència. El seu propòsit és que el Carnaval sigui una eina de crítica social i autoexpressió, sense oblidar l’humor i la diversió. Cada acte que es fa durant el Carnaval busca reflectir diferents aspectes de la societat i de la vida de Molins de Rei. El Comitè és conegut pels seus cartells explícits que mostren
Un dels elements que destaca en el Carnaval molinenc és el Sèquit Reial, una sèrie de personatges que representen les dues cares del Carnaval: la popular i la burgesa. Aquests personatges, acompanyats de màscares i disfresses, interactuen amb la gent i són una metàfora de les contradiccions socials i culturals que es volen reflectir en el Carnaval.

## Membres del Sèquit Reial[2]
- Esteve Vilapubilla: El secretari reial
- El Palillo
- La Fru-Fru
- El Doctor Mandonguilla
- L'Aubertta de Cammes
- La Flora Xarrupaescrots

Durant els dies de Carnaval a la vila de Molins de Rei es duen a terme diferents activitats i actes, des dels més clàssics fins als més innovadors que ha instaurat el Comitè i són únics arreu del món.

## El Ball delCamelli el Samaniat
Aquesta és la festa més icònica i històrica del Carnaval. Començant pel ball de màscares i després el de l'aristocràcia, tot es capgira quan entra en escena el Camell de Molins de Rei conduït pels Amics del Camell i comencen la seva rua del desenfreno. Mentrestant el Sèquit Reial, acompanyat de Sa Majestat arribaran a l'Església de Molins de Rei per a una gran batalla entre Sa Majestat i el Camell.

## La Nit de la Bota[4]
El divendres al vespre, les botes es converteixen en les protagonistes de la festa, comprant un ticket pots gaudir d'una bota amb 1 litre de vi blanc o negre mentre gaudeixes de l'espectacle i la ruta de la Bota juntament amb els Capgrossos i els Esparriotes. Aquest innovador acte es fa des de l'any 2020 i sempre és un èxit. L'any 2024 es va iniciar un Verkami per a renovar la bota a mans de l'escultor Elias Alvarez.

## La Gran Rua
Les rues són l'essència de tot Carnaval, i això el Comitè ho té sempre molt present, cada any presenten un format nou perquè tothom pugui gaudir igual. Des de la presentació de totes les comparses i les interaccions dels animadors del Comitè, fins a l'experiència de veure passar comparses pel carrer Major. En aquesta rua el Comitè té un jurat que atorga els "Premits" a les 3 millors carrosses.

## El Velatori i la Bacallanera
El diumenge es tanca la festa amb el Velatori, un acte solemne que simbolitza el comiat del Carnaval després de la mort de Sa Majestat per part del Camell. Per marcar aquest final, la tradicional cançó de la Bacallanera es canta per tot el poble mentre es reparteixen sardines.
Des dels seus inicis, el Comitè de l'Antifaç ha jugat un paper essencial a l’hora de modernitzar el Carnaval sense perdre’n l’essència. Un dels canvis més destacats va ser la incorporació de nous personatges, com els Malparlats, que critiquen de manera irònica els poders establerts i la classe política. A més, figures com els capgrossos Esparriots i els gegants Burgesots han guanyat protagonisme, representant les tensions socials i les divisions entre les diferents classes de la vila.
Aquests personatges, juntament amb el Sèquit Reial, contribueixen a donar al Carnaval una dimensió més social i política, a part de la seva funció lúdica.
Des de l'any 2019 el Sèquit Reial ha estat servint a diferents Reis i Reines Carnestoltes.
| Any  | Nom                    | Data de Coronació    | Data de Defunció     | Responsable | Informació Extra |
| ---- | ---------------------- | -------------------- | -------------------- | ----------- | ---------------- |
| 2025 | Sa Majestat XLIV       | 27 de febrer de 2025 | 2 de març de 2025    | El Camell   | -                |
| 2024 | Sa Majestat XLIII      | 8 de febrer de 2024  | 11 de febrer de 2024 | El Camell   | -                |
| 2023 | Sa Majestat XLII       | 16 de febrer de 2023 | 19 de febrer de 2023 | El Camell   | -                |
| 2022 | Sa Majestat XLI        | 24 de febrer de 2022 | 27 de febrer de 2022 | El Camell   | -                |
| 2021 | Sa Majestat Quarantena | 11 de febrer de 2021 | 14 de febrer de 2021 | El Camell   | Edició Virtual   |
| 2020 | Sa Majestat XL         | 20 de febrer de 2020 | 23 de febrer de 2020 | El Camell   | -                |
| 2019 | Sa Majestat XXXIX      | 28 de febrer de 2019 | 3 de març de 2019    | El Camell   | Primera Edició   |

Tot i la gran acollida que ha tingut el Carnaval de Molins de Rei, organitzar una festa d’aquestes dimensions no és fàcil. El Comitè ha de fer front a un gran repte econòmic per garantir la continuïtat de la festa. Les activitats que es realitzen, com les desfilades, les actuacions musicals i les creacions de disfresses, impliquen un gran cost. A més, el suport institucional i la col·laboració amb altres entitats locals són fonamentals per mantenir viva la tradició del Carnaval.
El pressupost per part de l'Ajuntament ha anat augmentant any rere any i els resultats han estat prou visibles:
| Any  | Diners del pressupost municipal dedicats al Carnaval |
| ---- | ---------------------------------------------------- |
| 2024 | 50.000,00 €                                          |
| 2023 | 35.000,00 €                                          |
| 2022 | 35.000,00 €                                          |
| 2021 | 10.000,00 €                                          |
| 2020 | 18.000,00 €                                          |
| 2019 | 17.500,00 €                                          |
| 2018 | 17.500,00 €                                          |

El Comitè de l'Antifaç ha estat rodejat de polèmiques sobretot, relacionades amb els seus cartells. Els cartells porten sent dissenyats des de l'any 2019 pel Marc Viamonte i sovint estan inspirats en obres com; El rai de la medusa, La creació d'Adam o WALL-E. Els cartells d'en Marc presenten sovint cossos nus i imatges impactants, evocant l'esperit subversiu dels antics carnavals.
Els seus defensors consideren aquests dissenys com una forma d'art que qüestiona les convencions socials i reivindica la llibertat d'expressió, utilitzant la provocació per generar debat. Per altra banda, els crítics acusen els cartells de ser excessivament explícits i irrespectuosos, considerant que són totalment inapropiats per a penjar a la via pública i perquè els menors el puguin veure.